# Dennis Livson
Dennis Livson (ur. 24 listopada 1946 w Helsinkach, zm. 9 listopada 2013 w Turku) – fiński producent programów dla dzieci oraz przedsiębiorca. Jest pochodzenia żydowskiego. Najbardziej znany jako producent serialu animowanego Muminki oraz filmu Kometa nad Doliną Muminków, a także jako twórca parku rozrywki Świat Muminków w Naantali. Livson był również członkiem rady miejskiej w Naantali w latach 2008–2012.

## Edukacja
Livson uczęszczał do szkoły w Helsinkach. W 1967 roku wyjechał do Izraela, aby poznać życie w kibucach i studiować jako instruktor młodzieży. Kiedy wybuchła wojna sześciodniowa, dołączył dobrowolnie do armii izraelskiej i został skierowany do strzeżenia schronu przeciwbombowego w pobliżu góry Karmel w Haifie. Później stwierdził, że to doświadczenie wojenne sprawiło, że stał się pacyfistą. Następnie pracował jako instruktor młodzieży i uzyskał tytuł magistra nauk ekonomicznych na Helsińskiej Wyższej Szkole Handlowej.